# 1977年布加勒斯特地震
1977年布加勒斯特地震或1977年弗朗恰地震，发生于1977年3月4日罗马尼亚当地时间21:22，整个巴尔干地区都有震感，里氏7.2级，是罗马尼亚20世纪第二强烈的地震，震中位于弗朗恰山脉，深度94公里。该地震共造成1578人死亡，其中罗马尼亚首都布加勒斯特死亡1424人，11300人受伤。

## 反应
当时，罗马尼亚领导人齐奥塞斯库取消正在尼日利亚进行的正式访问，并宣布紧急状态。此次地震摧毁了32,900幢建筑，地震发生后35000户家庭失去住所，经济损失据信高达20亿美元，但当时官方并未公布总额，而有关地震造成的具体损害的报告一直未曾公布。地震损害大部分集中于布加勒斯特，有33栋大型建筑倒塌。大多数倒塌建筑建于第二次世界大战之前且未得到加固。地震发生后，布加勒斯特市长扬·丁卡负责当地的重建工作。罗马尼亚政府开始实行更为严格的建筑标准，并以此次地震为借口在1982年在布加勒斯特开始了大规模的拆迁，并一直持续到1991年。
在保加利亚斯维什托夫，三栋单元楼倒塌，造成超过100人死亡。许多其他建筑受损，包括斯维什托夫圣三位一体教堂。在苏联摩尔多瓦，此次地震也摧毁了许多建筑，并在首府基希讷乌引发恐慌。